# Leptospira interrogans
Leptospira interrogans é uma espécie de bactéria espiroqueta, gram-negativa aeróbica obrigatória, com flagelos periplásmicos. Quando vista através de um microscópio óptico se assemelha a um ponto de interrogação, e isso dá a espécie seu nome. Alguns sorovares patogênicos importantes são a "Canicola", "Icterohaemorrhagiae" e "Australis". L. interrogans é de difícil cultura, requerendo meios especiais e períodos de incubação prolongados.
L. interrogans infecta animais selvagens e domésticos, incluindo cães. Os seres humanos são hospedeiros acidentais. Ele pode sobreviver na água neutra ou ligeiramente alcalina, durante 3 meses ou mais.
L. interrogans é normalmente transmitida aos seres humanos através do contato com urina infectada de animais, seja diretamente ou em água. Ela invade diretamente através da pele lesionada e pode se replicar no fígado e rins. Os fatores de risco para a infecção incluem o trabalho em esgotos, agricultura e atividades aquáticas recreativas. A infecção é conhecida como leptospirose, que pode ser assintomática, causar doença não-específica leve, ou resultar em morte por lesão hepática e insuficiência renal (síndrome de Weil).